# موزه جهانی ایدز

لوگو

موزه و مرکز آموزشی جهانی ایدز (World AIDS Museum and Educational Center) که در آدرس 1350 E Sunrise Blvd. در فورت لادردیل، فلوریدا واقع شده است، در تاریخ ۱۵ مه ۲۰۱۴ افتتاح شد.

## تاریخچه
موزه و مرکز آموزشی ایدز ابتدا به عنوان یک گروه حمایتی HIV به نام نگرش‌های مثبت، در مرکز پراید (Pride Center) در فورت لادردیل آغاز به کار کرد. تسهیل‌کننده آن گروه استیو استاگون بود و ایده ایجاد یک موزه ایدز در جنوب فلوریدا از او بود، زیرا شهرستان برآورد و شهرستان میامی-دید به دلیل جمعیت LGBTQ در این منطقه «مرکز بحران ایدز در آمریکا» هستند. پس از یک سری نمایشگاه‌های موقت در کلیساها و مرکز پراید، آنها مکان واقع در خیابان ۲۶ را انتخاب کردند.

### ساختمان
در تاریخ ۷ نوامبر ۲۰۱۳، مجیک جانسون از موزه و مرکز آموزشی ایدز بازدید کرد و این فضا را به یاد ۲۲ سالگی اعلام وضعیت HIV خود اختصاص داد. درهای موزه به‌طور رسمی در مه ۲۰۱۴ به روی عموم باز شد.
موزه و مرکز آموزشی ایدز دارای یک گالری اصلی است که زمان‌بندی تاریخی اپیدمی ایدز، نمایشگاه‌هایی دربارهٔ انگ و یک نمایشگاه عکاسی سیار به نام چهره HIV را به نمایش می‌گذارد، که اکنون در گالری جامعه لیگ شهری شهرستان برآورد آویزان است. آنها همچنین برنامه‌های آموزشی در مدارس و سازمان‌های اجتماعی برگزار می‌کنند. مدیر اجرایی فعلی ریکل لوپز است. موزه اکنون در آدرس 1350 E. Sunrise Blvd. , Fort Lauderdale, FL ۳۳۳۰۴ در تأسیسات آرت‌سرو واقع شده است.
نویسنده و فعال ایدز لری کریمر در تاریخ ۹ مارس ۲۰۱۷ در موزه به مناسبت یک نمایشگاه که کار او را گرامی می‌داشت، سخنرانی کرد.

## پروژه موزه سیار ایدز مستقر در نیوآرک، نیوجرسی
موزه ایدز یک سازمان غیرانتفاعی مستقر در نیوآرک، نیوجرسی است که مجموعه‌ای از آثار هنری مرتبط با ایدز و آثار هنرمندانی که با HIV زندگی می‌کنند را در خود جای داده است. این موزه در دسامبر ۲۰۰۴ تأسیس شد.
از جمله نمایشگاه‌های (سیار) این موزه می‌توان به موارد زیر اشاره کرد:
- نمایشگاهی از آثار هنرمندان HIV مثبت به نام «چشم‌های رحمت» که از ۱۱ نوامبر تا ۱ دسامبر ۲۰۰۶ در دانشگاه ستون هال در سوت اورنج، نیوجرسی برگزار شد.
- این موزه همچنین نمایشگاهی به نام «لبه نور: هنر در عصر ایدز» را در گالری پل رابسون در دانشگاه راتگرز نیوآرک سازماندهی کرد که از ژوئیه ۲۰۰۷ تا دسامبر ۲۰۰۷ ادامه داشت.
- گالری فرهنگ جهانی (نیویورک) محل یک پروژه مشترک به نام «مثبت هنوز: هنرمندان به ایدز پاسخ می‌دهند» بود که شامل پنج اثر از مجموعه دائمی موزه ایدز بود.

یک موزه ایدز در تایلند و یکی دیگر در آفریقای جنوبی وجود دارد که در حال توسعه است.